# 蒲石路
蒲石路（Rue Bourgeat）是中国上海市长乐路（跨黄浦区、徐汇区和静安区）在1914年—1943年之间的路名，前上海法租界内一条重要东西向街道。东起萨坡赛路（Rue Chapsal），西至海格路（Avenue Haig）。全长3327米。

## 历史
蒲石路最早建成的一段是位于杜美路（Route Doumer）和善钟路之间的部分，1902年由上海法租界公董局越界修筑，当时是杜美路的一部分。1914年，上海法租界向西大规模拓展后划入界内。同年，法租界公董局修筑圣母院路（Route des Soeurs）至迈尔西爱路段，以法国律师名命名。以后向两端延伸，东端通至萨坡赛路，西端与杜美路、善钟路相接。1943年，又从善钟路继续向西修筑至麦琪路（Route Alfread Magy ），新修路段称为刘家弄。同年，汪精卫政府接收上海法租界，将蒲石路全路连同刘家弄一并改名为长乐路。1946年，长乐路继续向西延伸至华山路。

## 交汇道路
- 萨坡赛路（Rue Chapsal，今淡水路）
- 白尔部路（Rue Paul Beau，重庆中路）
- 贝禘鏖路（Rue Lieutenant Petiot，成都南路）
- 圣母院路（Route des Soeurs，瑞金一路）
- 迈尔西爱路（Route Rue Cardinal Mercier，今茂名南路）
- 亚尔培路（Avenue du Roi Albert，陕西南路）
- 劳尔登路（Rue L.Lorton，襄阳北路）
- 古拔路（Route Courbet，富民路）
- 杜美路（Route Doumer，今东湖路）
- 麦阳路（Route Mayen，华亭路）
- 善钟路（今常熟路）
- 麦琪路（Route Alfread Magy ，今乌鲁木齐中路）
- 海格路（Avenue Haig，今华山路）

## 沿路近代建筑
蒲石路沿路主要为住宅区，在迈尔西爱路（Route Rue Cardinal Mercier）路口附近，有法国总会、华懋公寓兰心大戏院、天主教君王堂等重要机构。
- 109号  华懋公寓（1929年，今锦江宾馆北楼）
- 339弄  蒲石村
- 401弄  储康里
- 570弄  蒲园
- 611弄  永存坊
- 613弄  沪江别墅  1939年
- 637弄  友华村
- 672弄  留园、履安村
- 752-762号（富民路210弄2-14号）住宅
- 764弄  杜美新村  长乐新村
- 784－786号   刘氏住宅（今市房地产协会）
- 788号  周信芳故居 1895年
- 800号  住宅  华园物业公司办公楼